# Pachycondyla castaneicolor
Pachycondyla castaneicolor är en myrart som först beskrevs av Dalla Torre 1893.  Pachycondyla castaneicolor ingår i släktet Pachycondyla och familjen myror. Inga underarter finns listade i Catalogue of Life.

## Bildgalleri

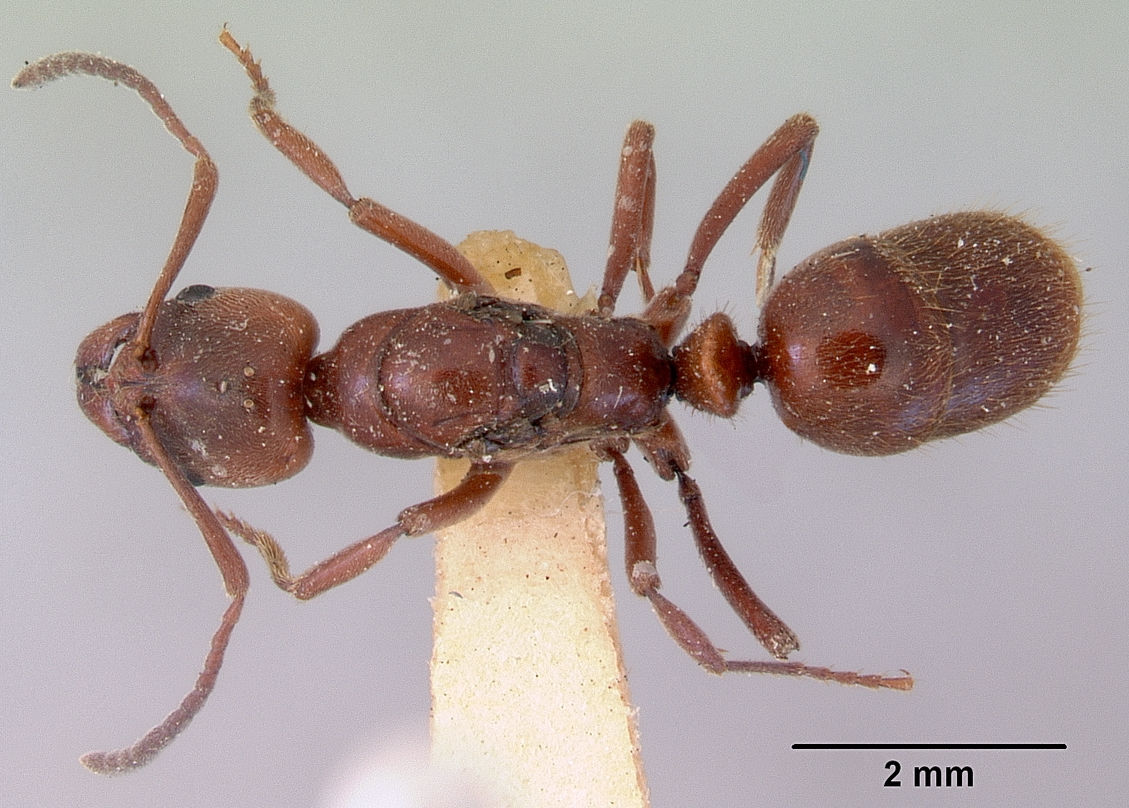
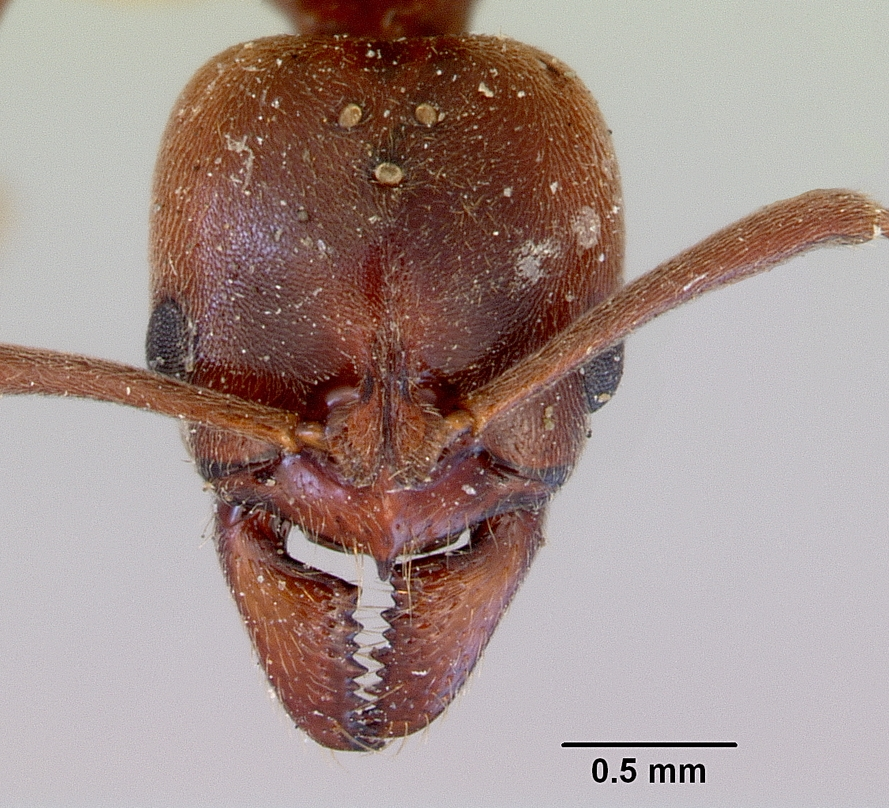
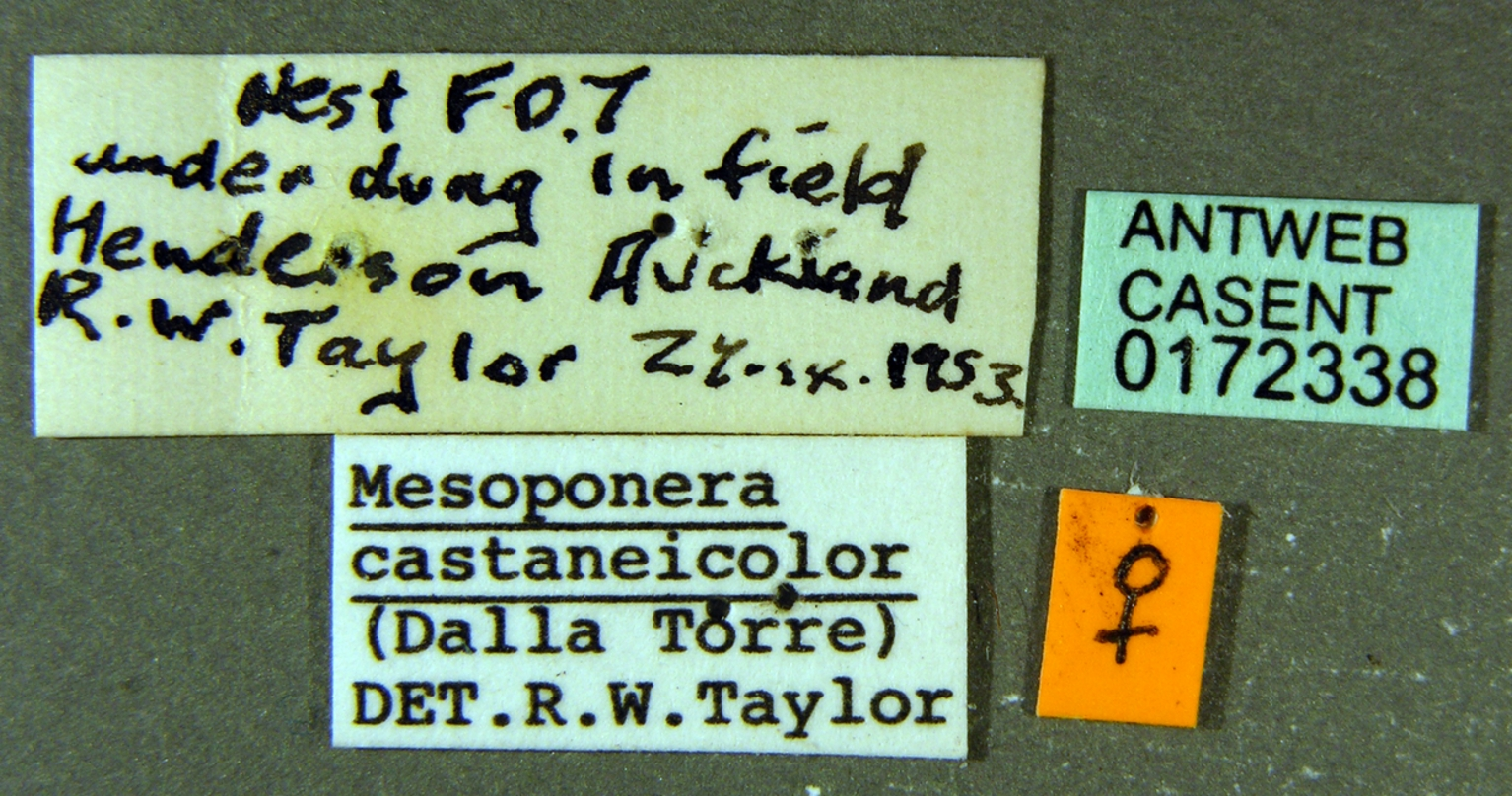
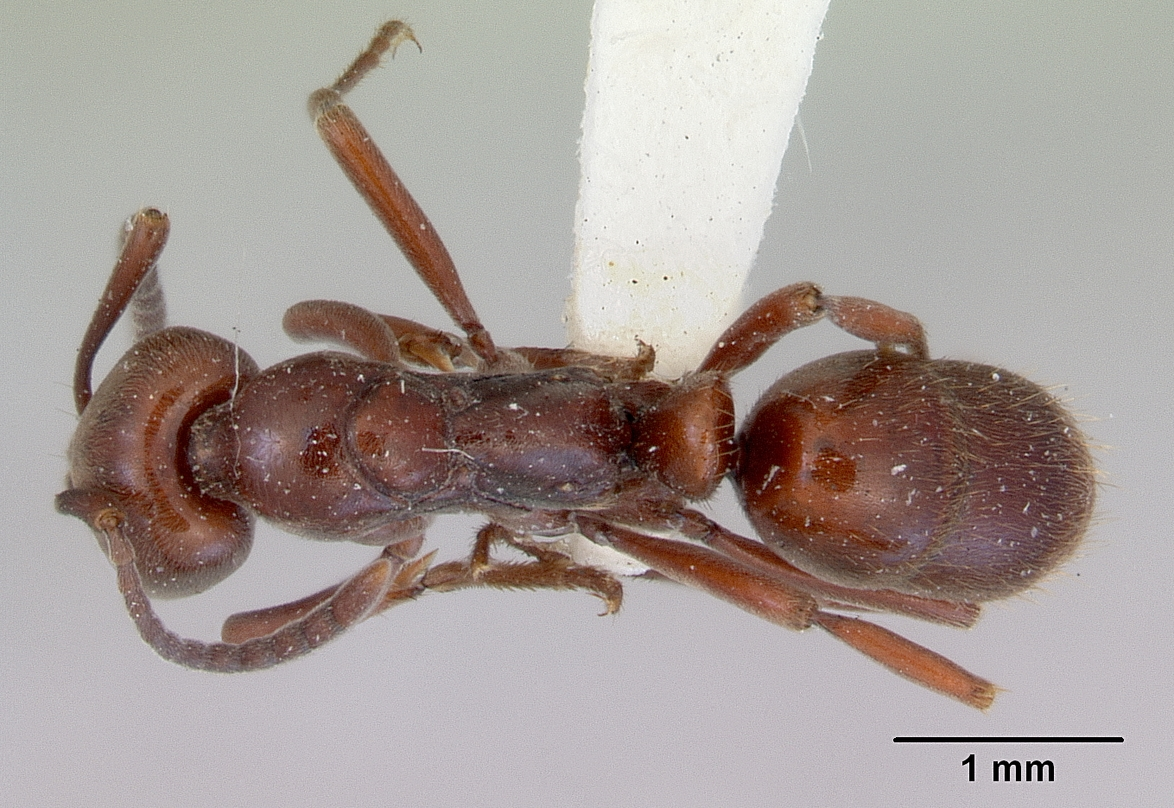
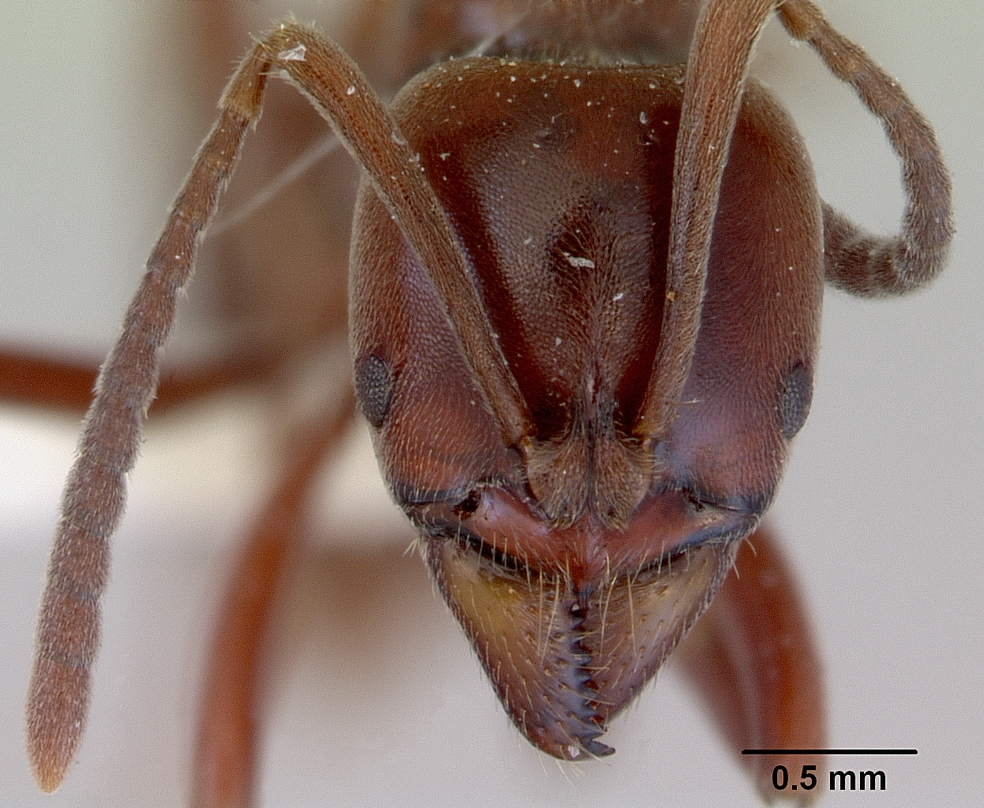
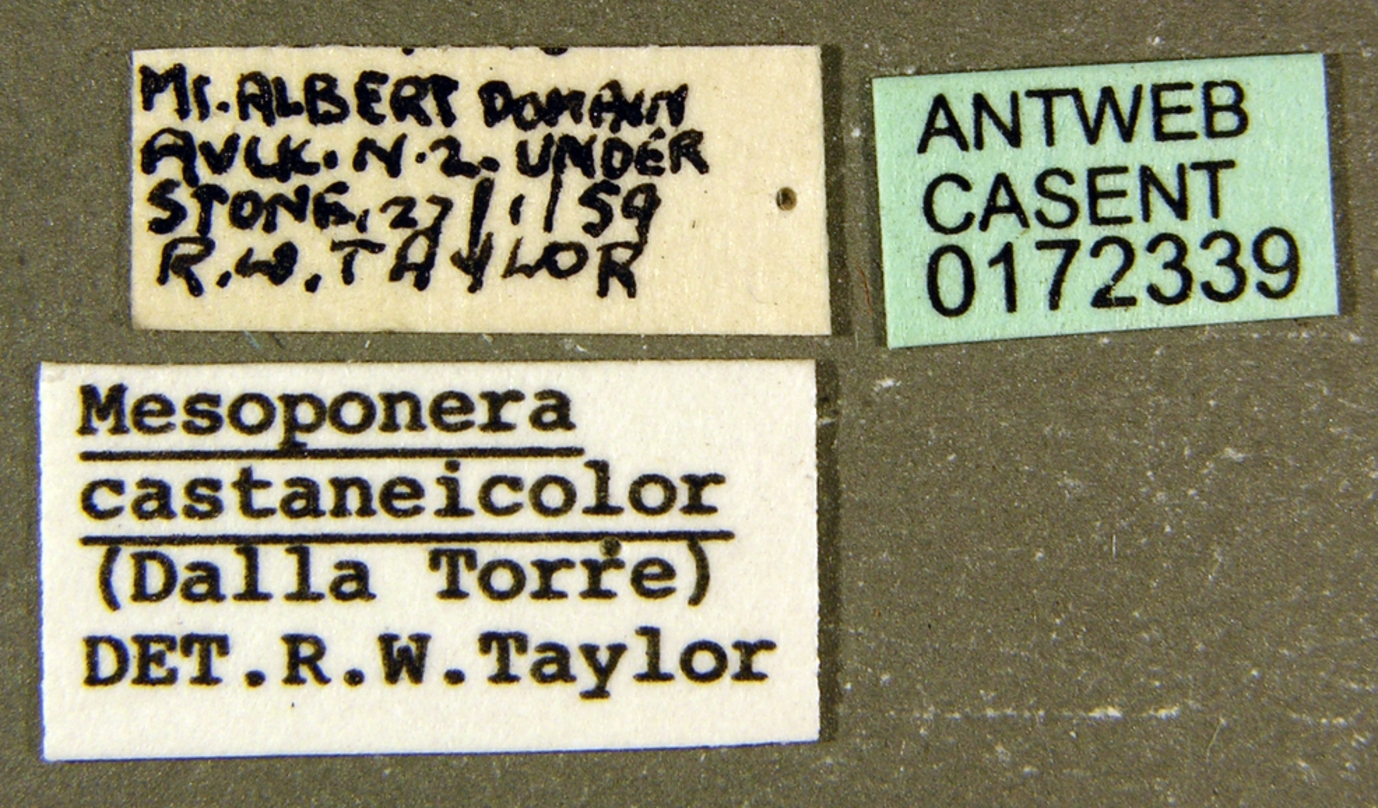